# Serrasalmus irritans
Serrasalmus irritans är en fiskart som först beskrevs av Peters, 1877.  Serrasalmus irritans ingår i släktet Serrasalmus och familjen Characidae. Inga underarter finns listade i Catalogue of Life.